# 日麗河似鱎
日麗河似鱎（學名：Toxabramis nhatleensis），為輻鰭魚綱鯉形目鲴科似鱎属的其中一種。分布於亞洲越南淡水流域，棲息在河川底中層水域，生活習性不明。

## 扩展阅读
維基物種上的相關：日麗河似鱎